# Autostrada M2 (Wielka Brytania)
Autostrada M2 – autostrada w Wielkiej Brytanii o długości 41,4 km (25,7 mil) łącząca Strood z Brenley Corner (koło Faversham). Oddano ją do użytku w latach 60. jako obwodnicę większych miejscowości leżących przy trasie A2 w dystrykcie Medway. Wraz z A2 stanowi alternatywną drogę dojazdu z Londynu do Dover.